# Fujiwara no Tamemitsu
Fujiwara no Tamemitsu (藤原 為光) (942–992) est un homme d'État, courtisan et politicien japonais de l'époque de Heian. Membre du clan Fujiwara, il est le fils de Fujiwara no Morosuke. Sa mère est la princesse impériale Masako, fille de l'empereur Daigo. Tamemitsu a quatre frères : Kaneie, Kanemichi, Kinsue et Koretada.

## Carrière
Tamemitsu sert comme ministre durant les règnes des empereurs En'yū, Kazan et Go-Ichijō.
- 985 (Kanna 1} : Tamemitsu est nommé udaijin.
- 991 (Shōryaku 2, 9e mois) : De udaijin, Tamemitsu est promu Daijō-daijin[6].

Il est appelé Kōtoku-kō (恒徳公) (nom posthume : Daijō Daijin).
Tamemitsu érige le temple Hōjū-ji en déploration de sa fille Shishi.

### Mariages et enfants
Tamemitsu est marié à une fille de Fujiwara no Atsutoshi (fils ainé de Fujiwara no Saneyori). Ils ont au moins quatre enfants.
- Sanenobu (964–1001) (誠信) - sangi (参議)
- Tadanobu (ou Narinobu) (967–1035) (斉信) - Dainagon
- fille - mariée à Fujiwara no Yoshichika (fils de Fujiwara no Koretada)
- Shishi (忯子) (969–985) - mariée à l'empereur Kazan

Il est aussi marié à une fille du régent Fujiwara no Koretada.
- Michinobu (道信) (972–994) - poète, un des trente-six grands poètes
- Kinnobu (公信) (977–1026) - Gon-no-chūnagon
- fille - mariée au sadaijin Minamoto no Masanobu
- Genshi (儼子) (morte en 1016) - lignée latérale de Fujiwara no Michinaga
- Jōshi (穠子) (979–1025) - Lady-in-waiting of Empress Kenshi (consort de l'empereur Sanjō) et lignée latérale de Fujiwara no Michinaga